# Pain d'épices
Le pain d'épices (ou pain d'épice) est un gâteau sucré traditionnellement avec du miel, agrémenté d'épices diverses comme la cannelle, la coriandre, le gingembre ou l'anis étoilé (badiane).
Alain Rey dans son Dictionnaire historique de la langue française (éd. Le Robert, 2010) signale la première apparition de « pain d’espessez » en 1372 et celle de « pain d’épices » en 1530. On rencontre les deux graphies : « pain d’épice » au singulier (choisi par l’Académie, le Littré et des auteurs comme Jean-Jacques Rousseau ou Zola) ou « pain d’épices » au pluriel qui semble l’emporter aujourd’hui.
Il s’est répandu comme pâtisserie du temps de Noël par les réseaux monastiques dans l’Europe du Nord, particulièrement dans le domaine germanique et dans le nord-est de la France actuelle, principalement à Dijon, à Reims ou en Alsace.

## Histoire
L’ancêtre du pain d’épice est le pain de miel. Celui-ci était connu  des anciens Égyptiens et des Grecs (Aristophane nomme le « melitounta » à base de farine de sésame et enduit de miel et Athénée de Naucratis qui vit à Alexandrie autour de 200 après J.-C. évoque  le « melilates » fabriqué à Rhodes), puis des Romains (Pline l’Ancien cite le « panis mellitus » des soldats). Ce pain de miel était fait de différentes farines et de miel, sans épice.
Lors des Croisades aux XIIe et XIIIe siècles les Européens découvrent à leur tour ce pain de miel et les épices orientales : ils en rapportent alors la recette en Allemagne et en France où il se diffuse par les réseaux monastiques, en particulier par les moines cisterciens. Des régions comme l’Alsace ou des villes comme Reims puis Dijon ont acquis une grande réputation dans la fabrication du pain d’épices avec des recettes spécifiques (type de farine, nombre d’épices). Cette fabrication artisanale qui utilisait des moules en terre vernissés ou en bois sculptés s’est industrialisée au XIXe siècle et restructurée à la fin du XXe siècle.
Aussi, au XIIIe siècle dans la ville de Toruń en Pologne, on a commencé la production de pain d'épice. Le pain d'épice de Torun (pierniki toruńskie/ piernik toruński) est bientôt devenu fameux et populaire dans tout le pays et aussi en autres pays d'Europe et ensuite introduit en Suède par des immigrés allemands. En Pologne, le pain d'épice demeure aujourd'hui un des gâteaux nationaux traditionnels. Torun compte un musée du pain d'épice, et la ville est souvent surnommée « la ville des pains d'épice ».

## Le pain d’épices de Dijon

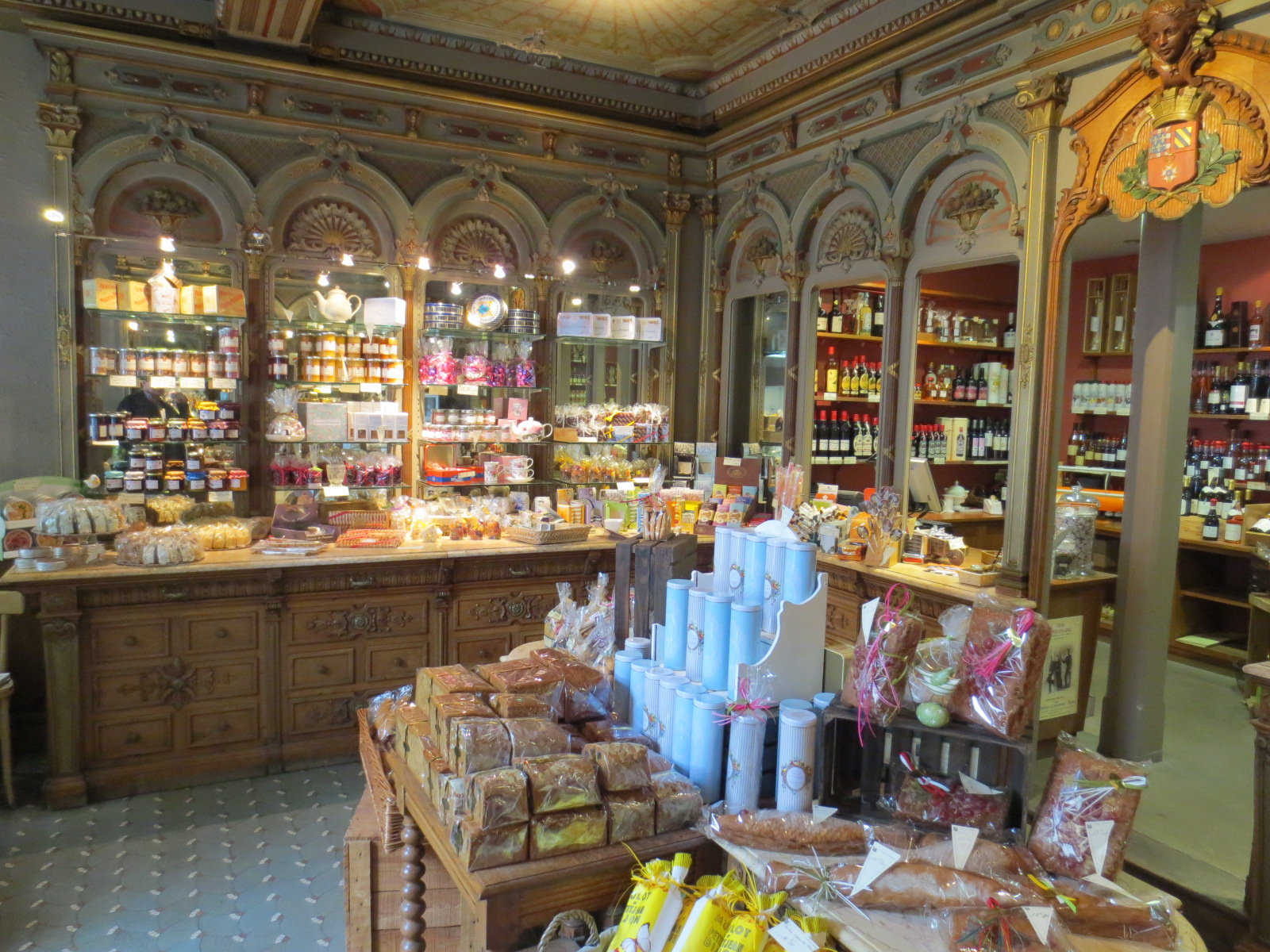
Boutique Mulot & Petitjean à Dijon

En Bourgogne, il aurait été introduit au XIVe siècle par Marguerite de Flandre, épouse du duc Philippe le Hardi, qui appréciait fort le « boichet » à base de farine de froment et de miel blanc et le fit connaître à Dijon (mais il est mentionné dans les comptes de cuisine de la cour de Flandre dès 1348). Une variante utilisant la farine de millet et appelée  « pain de gaulderie » apparut  à la fin du XVe siècle : elle supplanta le boichet et se maintint jusqu'au XVIIIe siècle.
La première mention connue de pain d’épice à Dijon remonte à une ordonnance d’Henri IV en 1595 concernant le statut des pâtissiers de la ville. Il faut attendre 1711 pour trouver mention d’un « pain d’épicier » vendu par un certain Bonnaventure Pellerin, cabaretier. Mais c’est Barnabé Boittier dont la famille est originaire de Langres qui lance la fabrication du pain d’épices à Dijon et prospère au moment de la Révolution et de l’Empire : en 1804 il fait publier cette annonce dans  Le journal de la Côte d'Or : « M. Boittier, fabricant de pains d'épice de toute espèce, façons de Reims et Montbeillard, fait pains d'épice de santé, et toutes sortes de croquets en pâte d'amande et à la fleur d'oranger. Il a un assortiment en grand de tous ces objets pour le jour de l'an ». L’affaire bien lancée est reprise en 1838 par Louis Mulot puis par son fils. En 1901 elle passe dans les mains du gendre de ce dernier, Louis-Auguste Petitjean, qui fonde la maison Mulot et Petitjean qui existe toujours en 2025 et perpétue la tradition du pain d’épice de Dijon.
Le pain d’épice de Dijon se caractérise par sa pâte mère pétrie de farine de froment, de miel et de sucre qui repose deux semaines avant de recevoir les jaunes d’œufs, le levain et les arômes (particulièrement l'anis) en veillant au faible taux de matières grasses inférieur à 3 %.
D’autres fabriques naissent à Dijon dans la deuxième moitié du XIXe siècle : une douzaine d’entre elles seront actives jusqu’après la Seconde Guerre mondiale. En 1911, douze fabriques emploient 170 personnes et produisent 3 tonnes par jour. En 1940, quatorze usines occupent 300 ouvriers et produisent 25 tonnes par jour. La maison Philbée créée en 1895 se développe pendant la guerre de 14-18 en fournissant le dessert de base des soldats : elle comptera jusqu'à 100 employés alors que les autres fabriques restent modestes avec une vingtaine d’ouvriers. Après une chute pendant la Seconde Guerre mondiale la production de pain d'épices culmine en 1956 avec 4 500 tonnes puis les fabriques ferment les unes après les autres tandis que s'organise l'industrie alimentaire à grande échelle qui restructure le secteur.
La production de pain d’épices s’est concentrée dans les années 1950-1960 dans les usines Unimel nées en 1958 du regroupement de Brochet Frères de Besançon et de Philbée de Dijon. Le groupe évoluera en Générale Alimentaire qui sera finalement absorbé en 1982 par BSN devenu par la suite Danone. Passé ensuite dans divers groupes comme LU avec la marque Prosper, le pain d’épices industriel est fabriqué aujourd’hui sous la marque Vandamme qui appartient au groupe agro-alimentaire américain Kraft Foods depuis 2007.
Il ne reste aujourd’hui qu’une fabrique artisanale de pain d’épices dans la ville des Ducs de Bourgogne : Mulot et Petitjean.

## Le pain d’épices de Reims
Dans le reste de la France le parcours du pain d’épice est plus disputé. Il semble s’être diffusé essentiellement dans le grand-est du pays : en Champagne à Reims, en Lorraine à Nancy et plus tard en Bourgogne à Dijon. D’autres pistes font référence au rôle de Saint Grégoire de Nicopolis, évêque arménien de la fin du Xe siècle qui finit sa vie comme ermite à Pithiviers : il aurait fait apprécier un gâteau confectionné selon l'usage de son pays « avec de la farine de seigle, du miel et des épices ». La « Confrérie du pain d’épices de saint Grégoire de Nicopolis » conserve ce souvenir à Pithiviers.
La ville de Reims apparaît comme le centre de la fabrication du pain d’épices au Moyen Âge, fondant sa célébrité sur « l’excellence des miels champenois et le savoir-faire de ses maîtres boulangers ». Ceux-ci se constituent en corporation en 1571, reconnue officiellement en 1596 par Henri IV. Reims fournissait les marchés de Paris et sa renommée transparaît au XVIIIe siècle dans les dictionnaires, almanachs et encyclopédies qui assimilent « pain d’épice » et « pain d’épice de Reims ». L’encyclopédie de Diderot signale qu’on utilise le pain d’épice en cataplasme en chirurgie.
Une estampe réalisé par Jean-Baptiste Marie Poisson, légendé « Voilà le bon pain d’épices de Reims », est imprimé dans Cris de Paris en 1774.
La production sera concurrencée par Dijon au cours du XIXe siècle et si elle continue jusqu’à la Seconde Guerre mondiale, elle disparaît ensuite, ne laissant place qu’à des productions artisanales et gastronomiques.
L'appellation « pain d'épice de Reims » est réservée au pain d'épices composé de farine de seigle alors que l'appellation « pain d'épice de Dijon » ou « pain d'épice type Dijon » est réservée au pain d'épices dont la farine est majoritairement de la farine de blé. Le pain d'épice de Reims ne comporte au départ ni œufs, ni beurre, ni lait. La farine de seigle était mélangée à froid au miel (de châtaignier ?) et aux épices puis la pâte obtenue reposait six semaines avant la cuisson.

## Le pain d'épices aux Pays-Bas
- Pain d'épices de Deventer
- Gâteau de foire des Pays-Bas

## La foire au pain d’épice de Paris

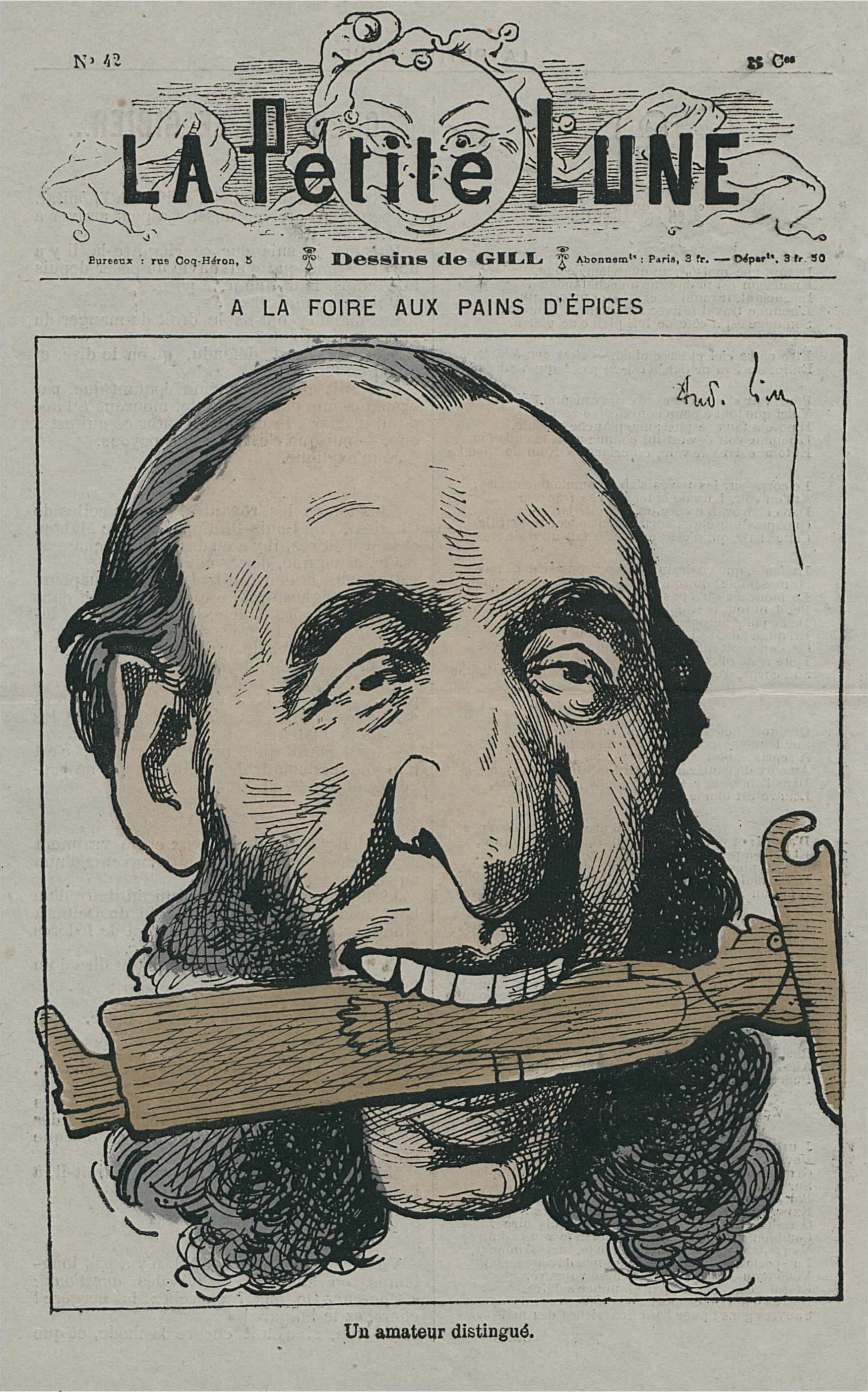
« À la foire aux pains d'épices ». Jules Ferry croque un prêtre en pain d'épice, vers 1878-1879

Elle aurait pour origine l’abbaye de Saint- Antoine-des-Champs. Celle-ci occupait le site actuel de l’hôpital Saint-Antoine de Paris et possédait le quartier de Paris où se tiendra la future foire aux pains d’épices (dans le 12e arrondissement actuel) et ses cuisines fabriquaient des pains composés de miel, de seigle et d’épices destinés aux pauvres. Pour les remercier, le roi leur aurait accordé le privilège de vendre ces pains la semaine de Pâques. L’abbaye naissante (elle n’aurait été établie qu’en 1204…) et située dans le faubourg aurait également eu le droit par une ordonnance royale de conserver dans ses rues ses troupeaux de cochons équipés d’une clochette qui se nourrissaient des ordures quotidiennes alors que ceux-ci étaient interdits dans Paris après la mort de l’héritier royal en 1131. Ce serait en remerciement de cette faveur que les moines-boulangers auraient donné la forme d'un cochon à l’oreille fendue au pain d'épice qu'ils avaient le privilège de vendre à l'occasion de la "Foire Saint Antoine" qui deviendra la célèbre foire au pain d'épice ; le cochon ou le sanglier était également attaché aux légendes entourant saint Antoine l’Égyptien qui est devenu le saint patron des charcutiers.
La foire au pain d’épice de Paris, ancêtre de l’actuelle Foire du Trône, se tenait autour de la place de la Nation au moment de Pâques. Après des débuts timides en 1805 elle prit une ampleur considérable tout au long du XIXe siècle en se transformant en une gigantesque fête foraine. Le pain d’épice y avait toute sa place : si on ne comptait en 1830 que vingt-cinq marchands, ils étaient près de mille dans la dernière décennie du XIXe siècle, avec leurs étagères chargées de pain d’épice sous toutes les formes, ornées de figures diverses et colorées. La popularité de la fête est soulignée par une abondante iconographie et par l’existence de plusieurs chansonnettes consacrées  « A La Foire Au Pain D'Épice » comme celle composée en 1875.

## Le pain d'épices en Alsace

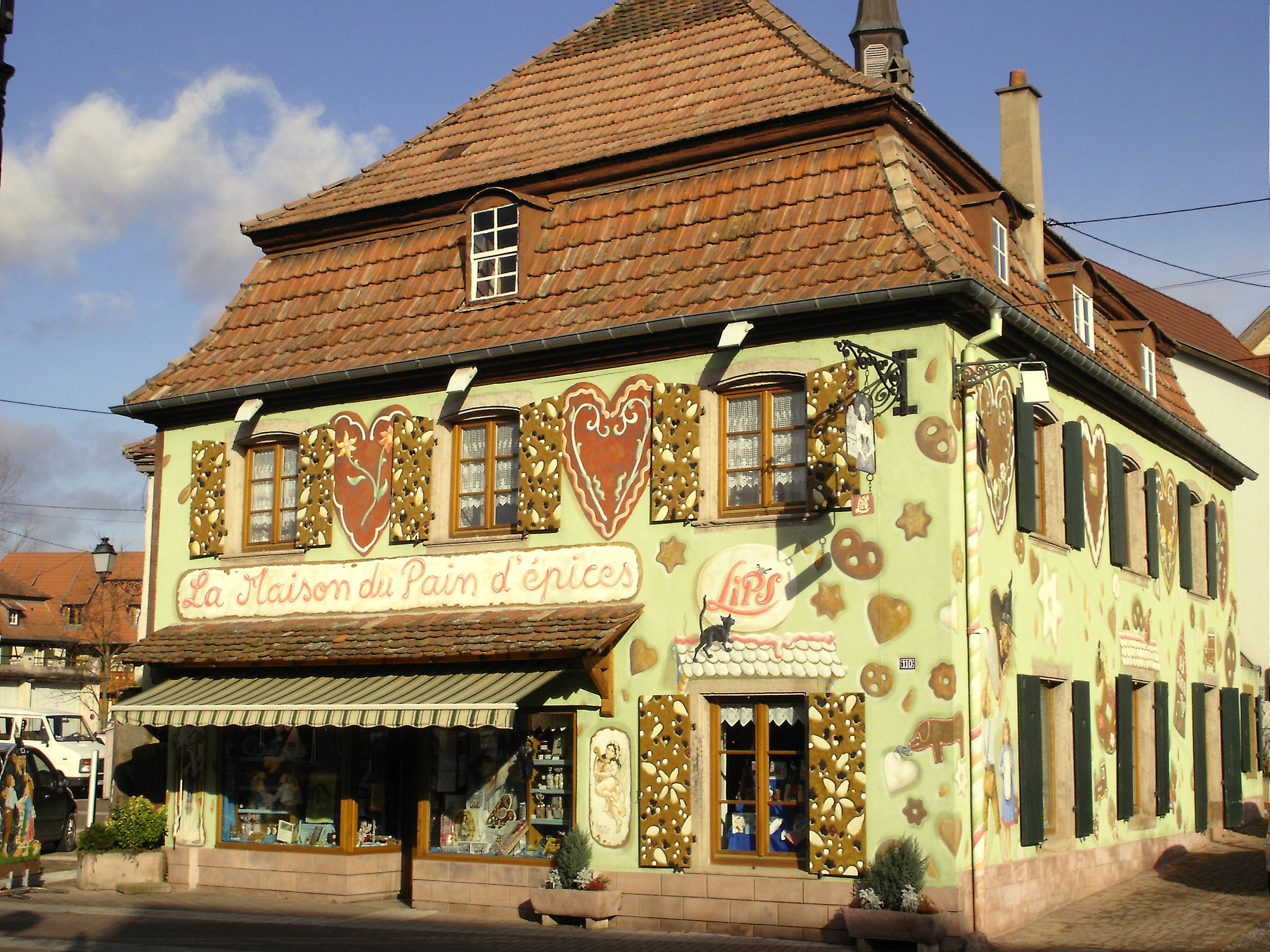
Musée du pain d'épices et de l'art populaire alsacien de Gertwiller

Le pain d’épices - Lebkuchen, en allemand - est mentionné pour la première fois à Ulm en 1296, puis sa présence se répand dans tout le domaine germanique comme en Bohème ou en Alsace où il est signalé en 1412 ou 1453 sur les tables des moines cisterciens de Marienthal  à l'occasion des fêtes de Noël. Il est connu également en Flandre, en particulier à Gand résidence des ducs de Bourgogne, ou en Suisse allemande. Montaigne le mentionne du côté de la ville de Constance en 1580.
Traditionnel dans les monastères alsaciens au temps de Noël, le pain d’épice est adopté par la population et des boulangers de la région fondent en 1476 la corporation des « Meisterlebzelter », maîtres en pain d'épice, qui évoluera en 1643, en corporation des « Lebküchler » qui choisissent pour emblème un ours en bretzel repris par des fabricants modernes.
La production s’étend dans les petites villes comme Gertwiller où la production occupe neuf entreprises en 1900 : il en reste deux aujourd’hui et la ville a ouvert un musée du pain d'épices et de l'art populaire alsacien qui retrace l'histoire de cette pâtisserie. On y trouve des moules anciens, des emporte-pièces et des documents iconographiques. Il se trouve à côté de l'atelier de fabrication de pain d'épices, que l'on peut également visiter.
Le pain d'épices reste l'un des repères de la pâtisserie alsacienne aujourd'hui. Sa recette inclut, en plus de la farine, du miel et des quatre épices (cannelle, girofle, gingembre, anis), des œufs, du beurre et du sucre.

## Une friandise populaire

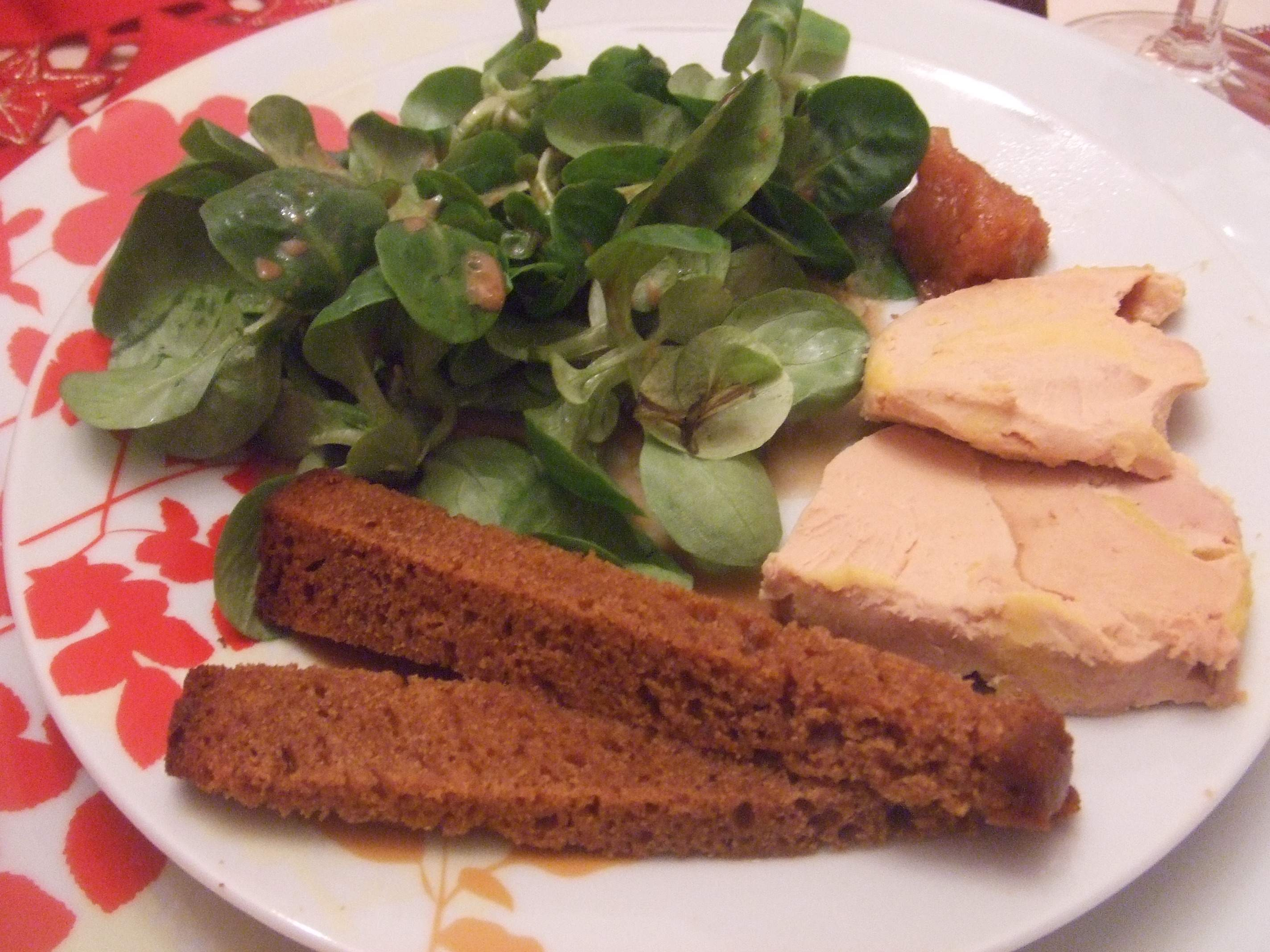
Assiette alsacienne : foie gras et pain d’épices

Un récit de Jules Michelet témoigne de la vogue du pain d’épice au début du XIXe siècle ; l’auteur raconte sa vie d’enfant pauvre, il a alors 15 ans en 1812 : « J'imaginai d'acheter quelque chose d'assez substantiel pour me soutenir, et qui ressemblât pourtant à une friandise. Le plus souvent, c'était le pain d'épice qui faisait les frais de mon déjeuner. Il ne manquait pas de boutiques en ce genre sur mon chemin. Pour deux sous on avait un morceau magnifique, un homme superbe, un géant par la hauteur de la taille ; en revanche, il était si plat que je le glissais dans mon carton, et il ne le gonflait guère. Pendant la classe, quand je sentais le vertige me saisir et que mes yeux voyaient trouble par l'effet de l'inanition, je lui cassais un bras, une jambe que je grignotais à la dérobée. ».
En 1863 un texte du Musée des familles mentionne que le pain d’épice de seconde qualité coûte moins cher que le pain et fait le bonheur des forains et des enfants.
Jadis tradition saisonnière et encore roi des marchés de Noël, le pain d’épices s’apprécie en friandise toute l’année. Il accompagne même parfois le foie gras dans une association sucré-salé.
Le pain d’épices en forme de cake allongé se vendait au poids mais aussi en figurines représentant des personnages et sujets religieux dans les monastères comme saint Nicolas mais on exploita ensuite des formes d'animaux (ours, cochon...), des figures de bonhomme et des cœurs mais aussi des « personnages » historiques (tour Eiffel, Bolivar…) ou issus du monde des contes comme le père Noël. Il se vendait aussi sous forme de palets glacés au sucre ou encore de nonnettes fourrées.
La production industrielle fabrique aujourd’hui essentiellement des parallélépipèdes allongés aux tranches souvent prédécoupées alors que les productions artisanales présentes dans de nombreuses régions multiplient formes et recettes comme pour la nonnette.

## La nonnette

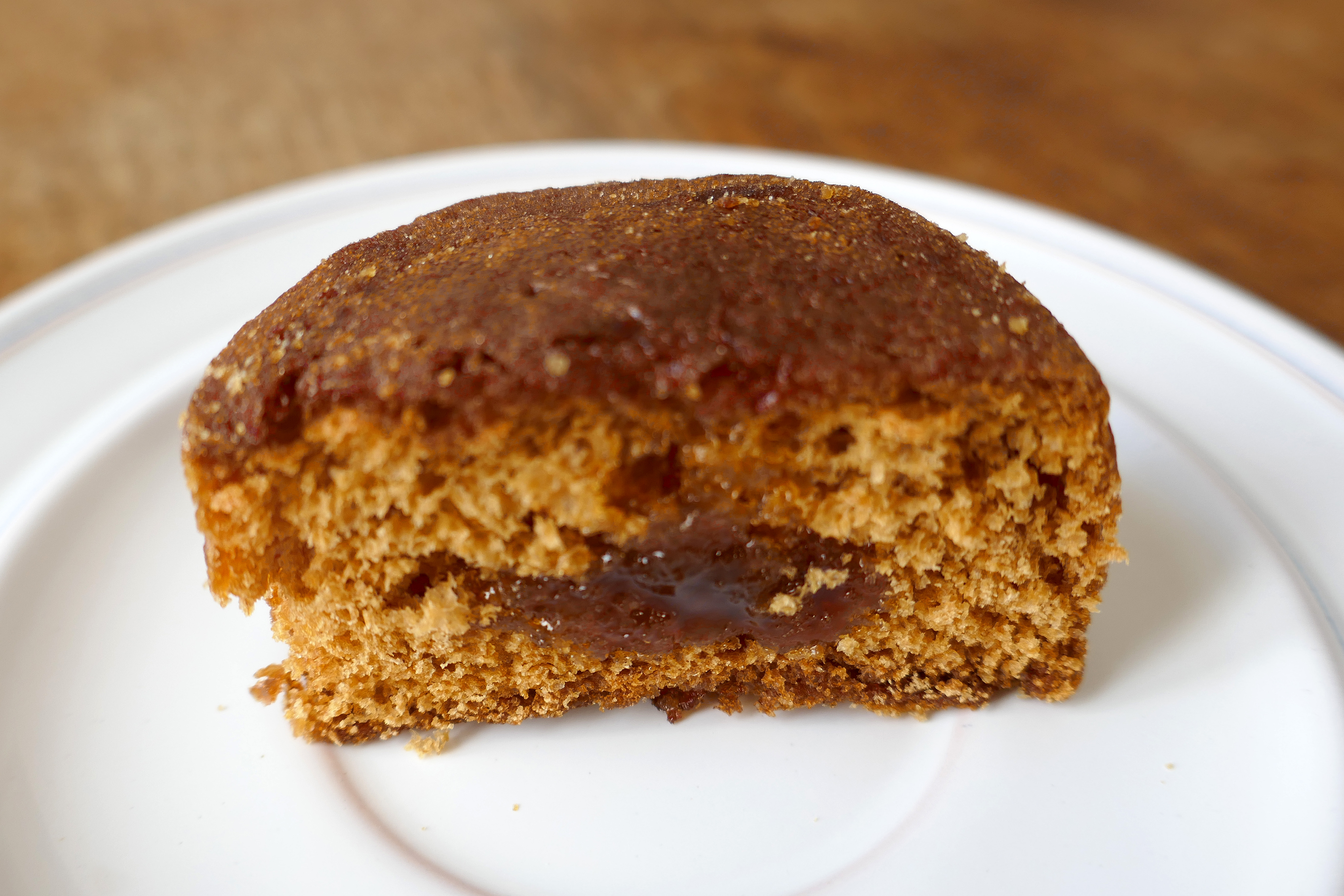
Nonnette en coupe

La nonnette est un petit palet de pain d’épices fourré à l’origine de marmelade d'orange mais aujourd’hui au cassis, à l’abricot, au caramel... Née à Reims elle est devenue une spécialité reconnue de Dijon et de la Bourgogne mais on la rencontre ailleurs (en Alsace par exemple, fourrée à la myrtille). Elle doit son nom aux religieuses qui s'en étaient fait une spécialité au moment de Noël.

## Événements
- L'« art du pain d'épices en Croatie du Nord » a été inscrit au patrimoine culturel immatériel de l'UNESCO le 16 novembre 2010[22].
- Chaque année, dans la ville de Toruń, en Pologne, un festival du pain d'épices (Święto Piernika) a lieu en commémoration de la tradition de fabrication du pain d'épices, y remontant au Moyen Âge.
- Dans le temps des fêtes, les familles du Québec s'amusent à faire des maisons en pain d'épices.
- Chaque année, le 25 novembre, le petit cochon en pain d'épices est le symbole de la Foire de la Sainte-Catherine à Vesoul. Il est traditionnellement très offert dans les familles, agrémenté du prénom de la personne qui le reçoit.

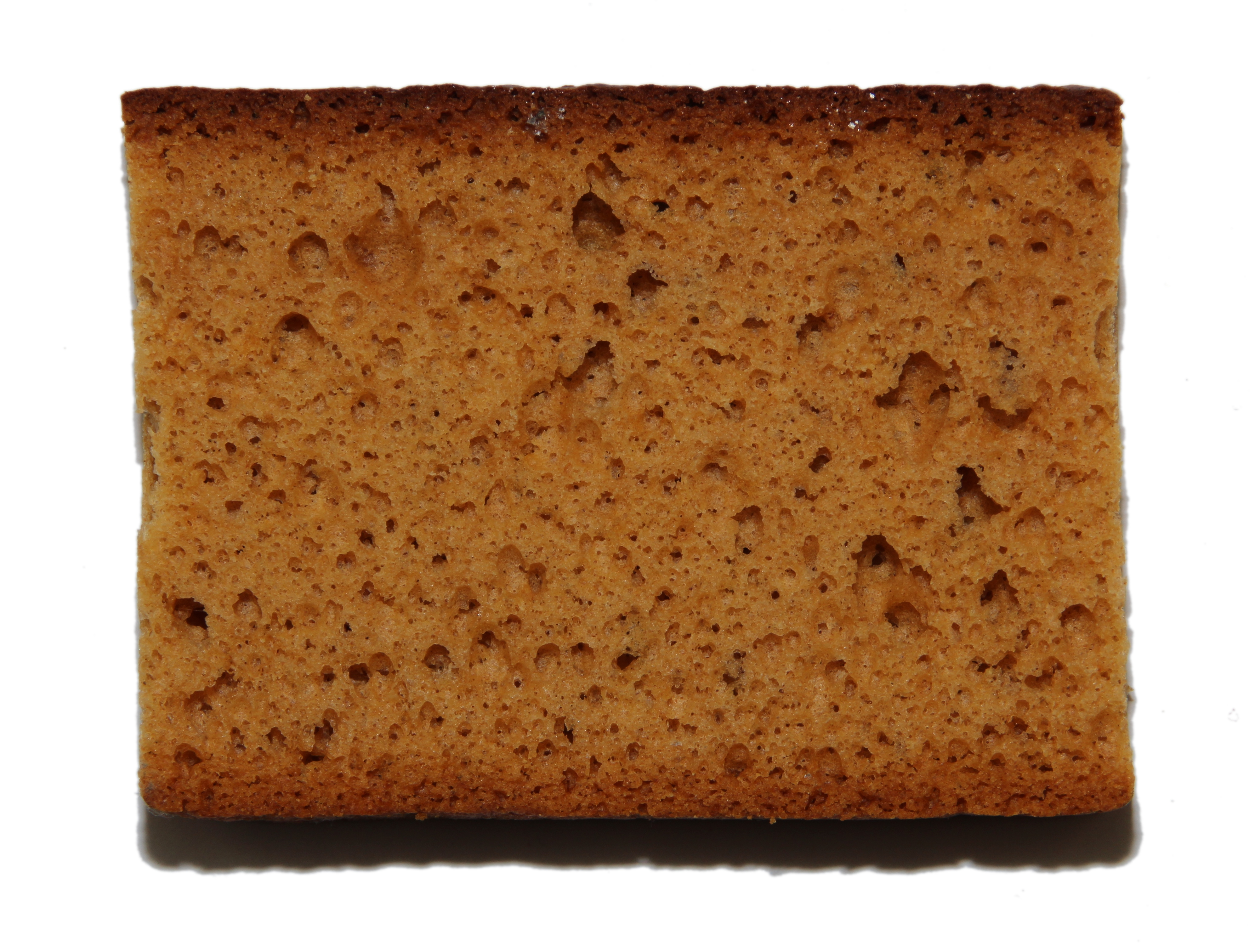
Tranche de pain d'épices industriel.
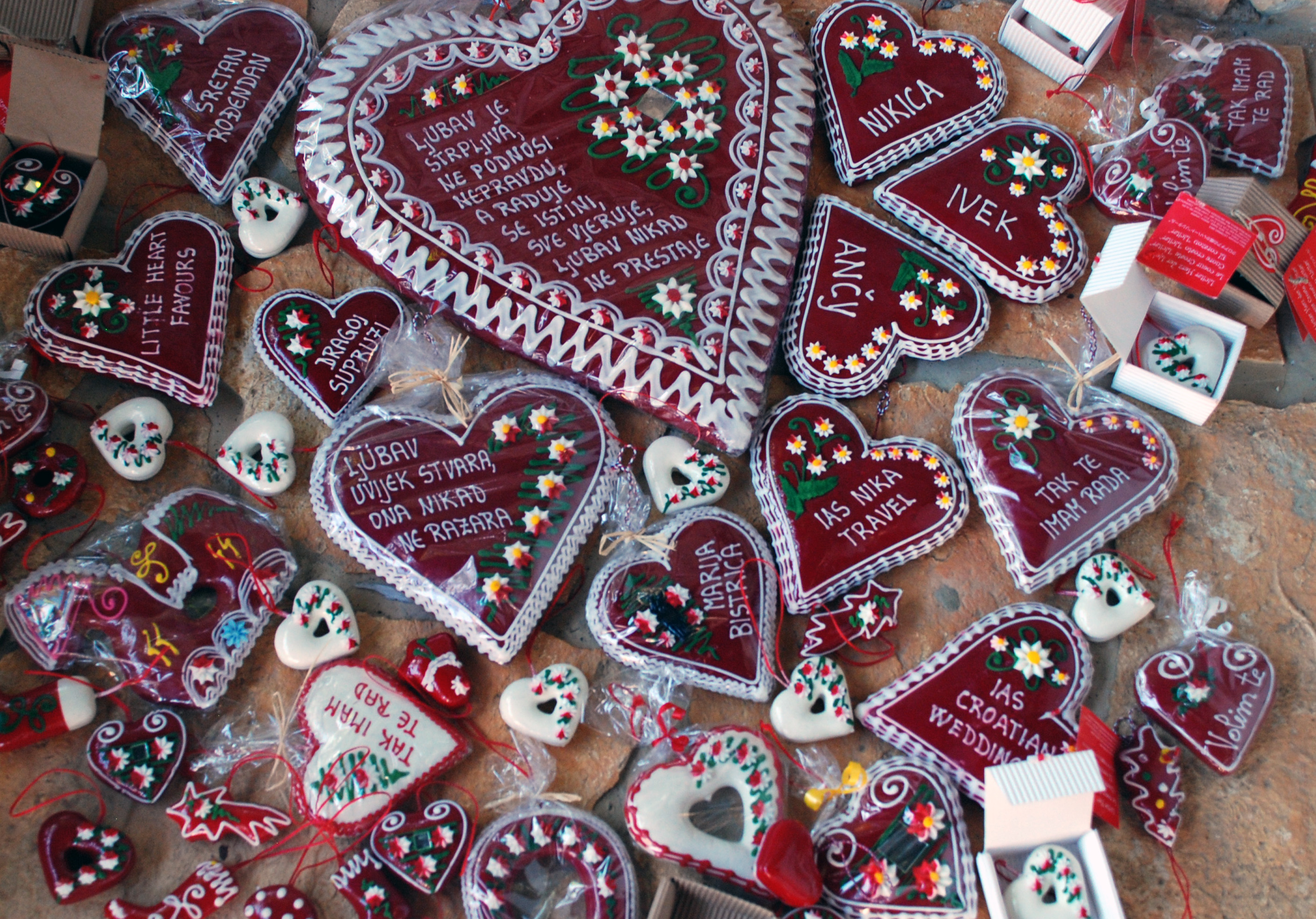
Des licitar en Croatie du Nord.
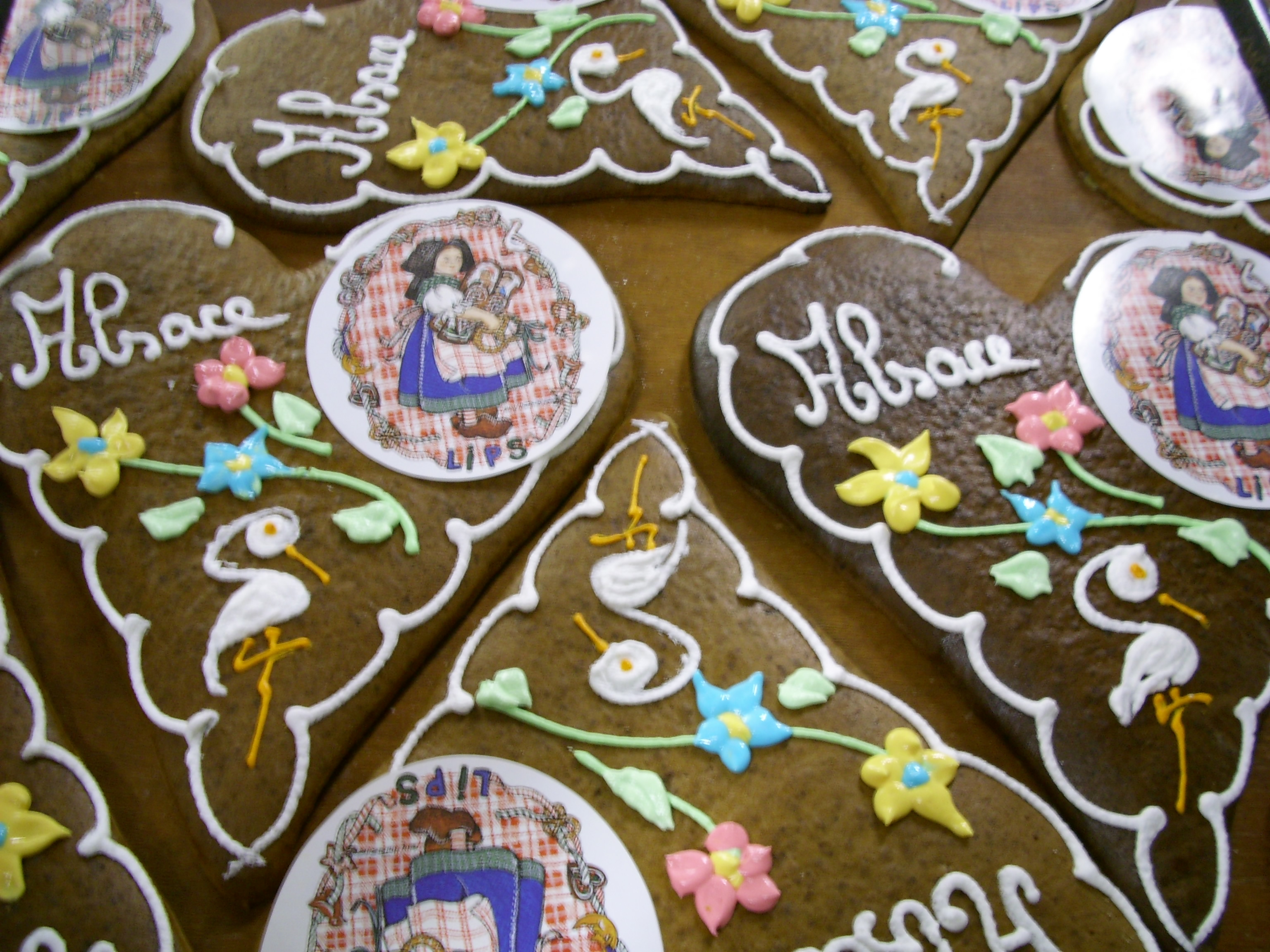
Pains d'épices de Gertwiller en Alsace.
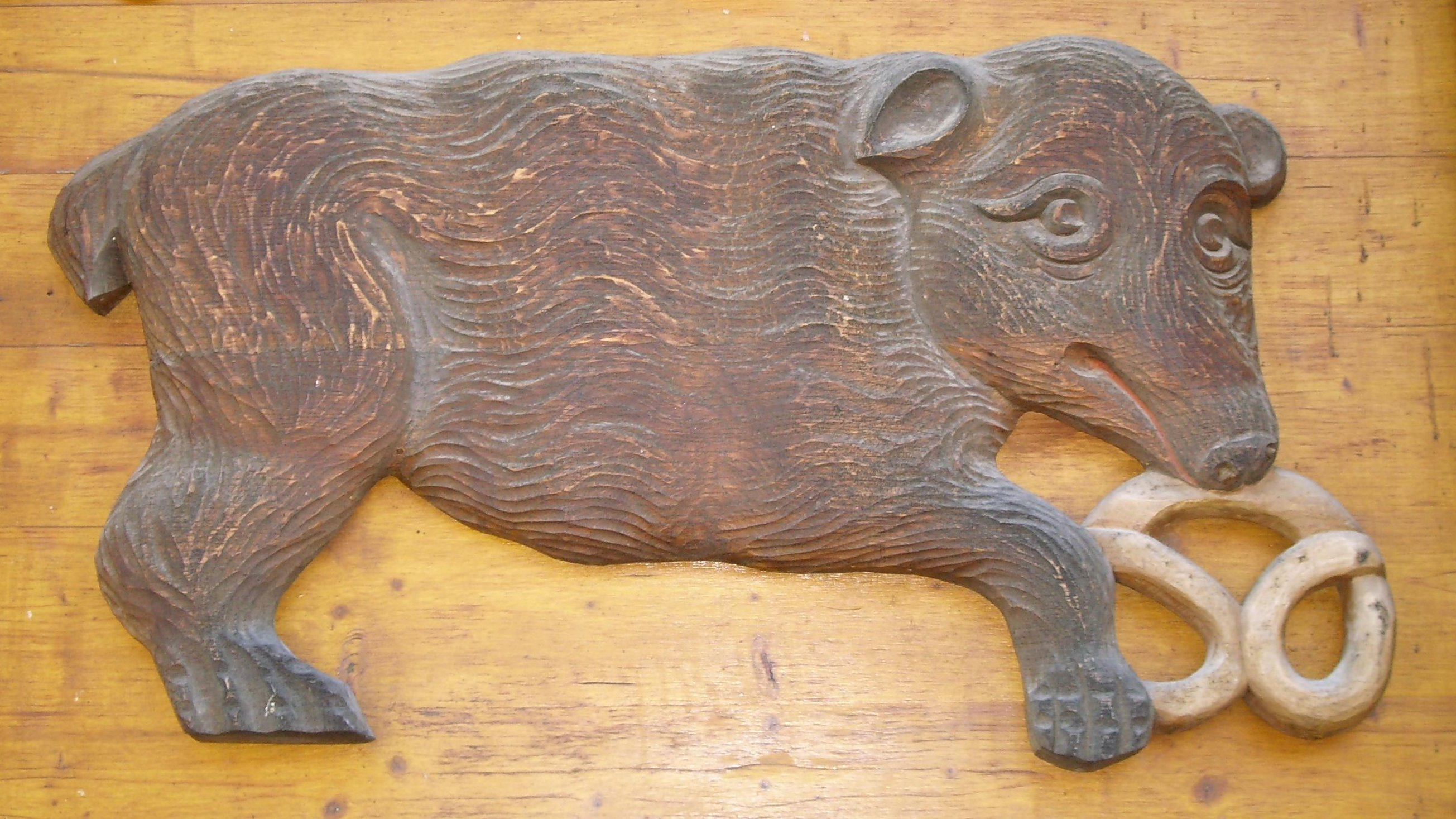
Ours tenant un bretzel, emblème des pains d'épiciers au Moyen Âge.
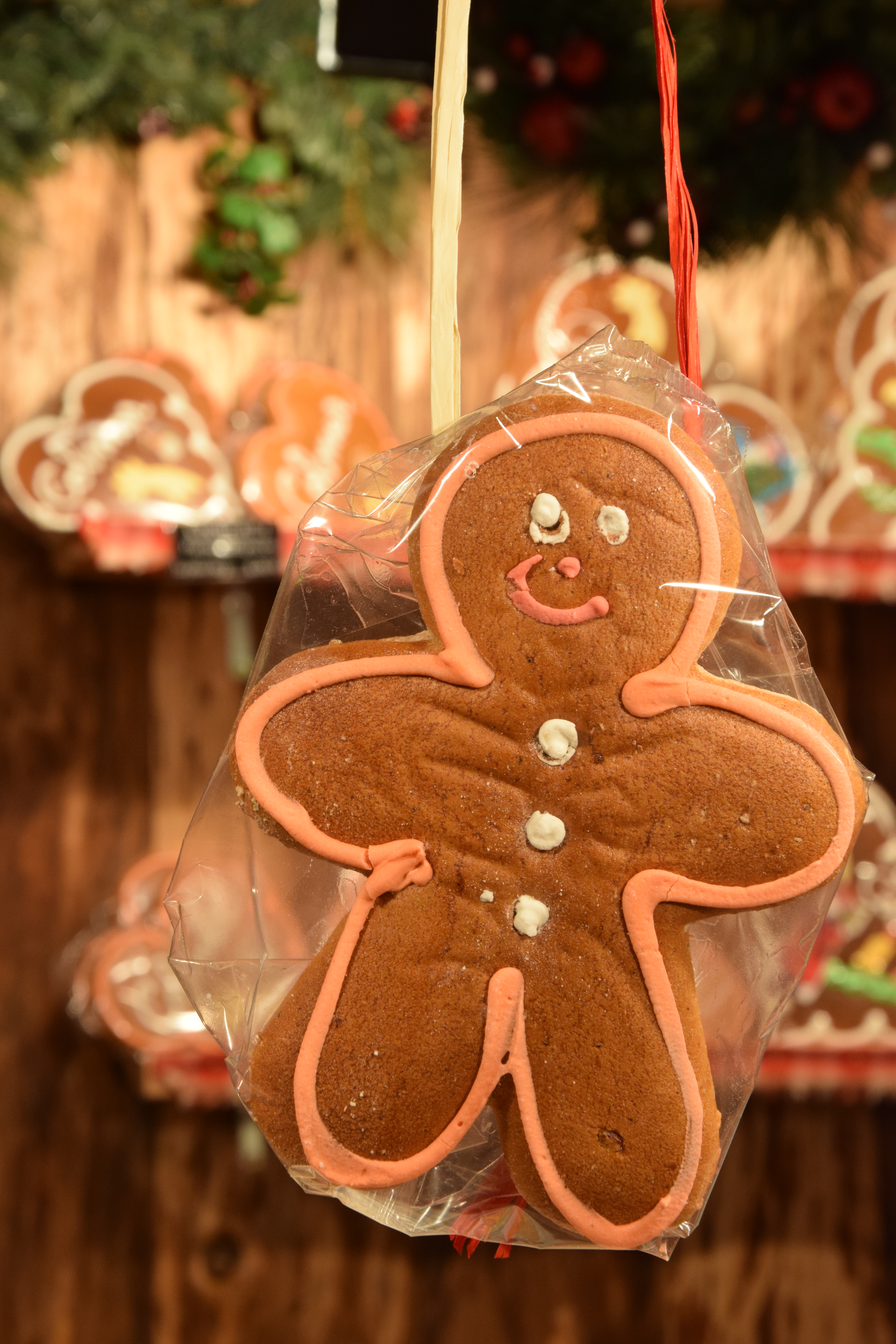
Bonhomme de pain d'épices.
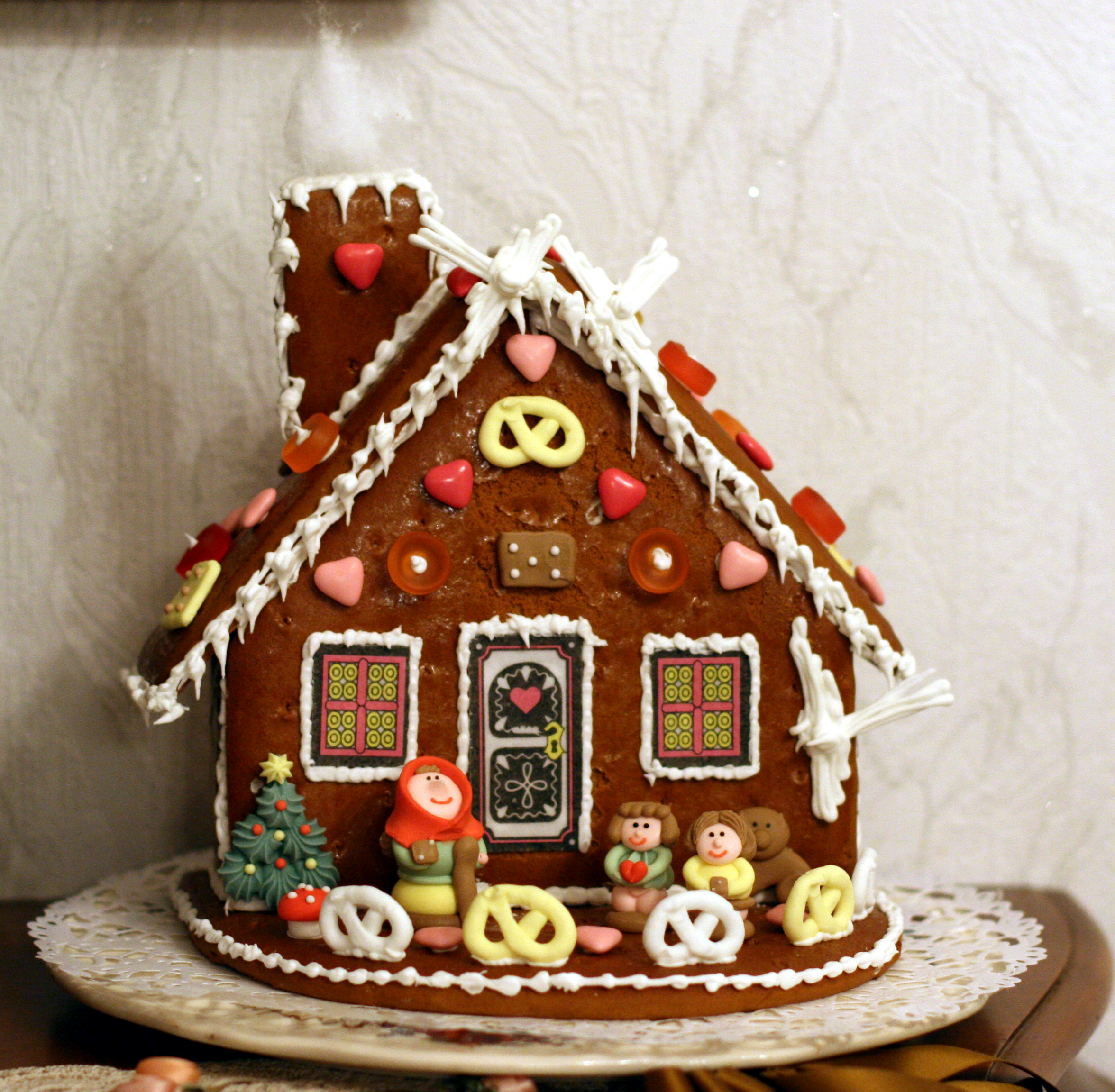
Maison de pain d'épices d'après le conte d'Hansel et Gretel.